# أنديرة كولمانية
أنديرة كولمانية (الاسم العلمي:Andira kuhlmannii) هي نوع من النباتات تتبع جنس الأنديرة من الفصيلة البقولية.